# Xoropan
Xoropan (també Tchoropan o Choropan) fou un govern reduït d'una part de l'Imerècia, que no incloïa gran part d'aquest territori ni la ciutat de Kutaisi, i que el rei Jordi VI de Geòrgia va donar al jove Bagrat I d'Imerècia quan el va deposar com a rei aprofitant la seva minoria, el 1330.
El 1401 va ser reunit a Geòrgia.
Erasthavis de Xoropan:
- Bagrat I 1330-1372
- Alexandre I 1372--1389
- Jordi I el sant 1389-1396
- Constantí I 1396-1401 (Constantí II d'Imerècia)